# Si 202 (航空機)
ジーベル Si 202 フンメル
- 用途：練習機、スポーツ機
- 設計者：F.フェックナー（F. Fechner）
- 製造者：ジーベル（Siebel Flugzeugwerke Halle K.G.）
- 運用者：ドイツ空軍
- 初飛行：1938年5月 [1]
- 生産数：66機[1]

ジーベル Si 202 フンメル（Siebel Si.202 Hummel）は、1930年代遅くのドイツのスポーツ機である。
本機は低翼単葉機で様々な小型エンジンを搭載することができた。

## 設計と開発
フンメルは単発の並列複座、片持ち式低翼単葉機で、様々な低出力の星型エンジンや直列エンジンを搭載できるように設計され、スポーツ航空や航空クラブ向けの販売を目していた。ほとんどのモデルは鋭く断ち切られた様な主翼と尾翼の先端を持っており、フンメルに同時期の機体と比べて特徴のある角張った外観を与えていた。
構造的にはフンメルは木製であり、主翼は木製の単桁に前縁とエルロンが合板張りでその他の部分は羽布張りであった。胴体と尾翼の固定部分は合板張りの木製構造で方向舵と昇降舵は羽布張りであった。水平尾翼は方向舵のかなり後方に置かれ、最近のパイパー PA-28の配置よりも顕著である。密閉キャビンには複式操縦装置を備え、中央の操縦桿が左右に水平に延長されていた。大きな荷物室を座席の背後に備えていた。固定式の降着装置は分割された車軸に低圧タイアとブレーキを備えており、後ろはばね付の尾そりであった。
最初の試作機 D-ESFH はサルムソン9Ad（Salmson 9Ad）9気筒 星型エンジン、34 kW (45 hp)を装着していた。小型機としては異例の数の試作機（少なくとも7機）が製造され、ほとんどの機体に異なるエンジンの装着が試された。装着された主要なエンジンは下記の3つ。3番目の試作機はヴァルター・ミクロン II（Walter Mikron II） 直列4気筒 空冷エンジン、46 kW (62 hp)を装着した。
1939年1月31日にSi 202B D-EMDR が乗員2名で5,982 m （19,625 ft）に到達し小型機としての到達高度の新記録を樹立した。数日後、乗員1名で7,043 m （23,106 ft）に到達しもう一つの世界記録を樹立した。
試作機を含む少なくとも17機のフンメルが戦前のドイツで民間機として登録され、8機がハンガリーで登録された。全てのモデルの合計生産機数は66機と推測される。

## 派生型
- Si.202A：サルムソン9Ad（Salmson 9Ad）9気筒 星型エンジン、34 kW (45 hp)
- Si.202B：ツェンダップ 9-092（Zundapp 9-092） 直列4気筒 空冷エンジン、41 kW (55 hp)
- Si.202C：ヒルト HM 515（Hirth HM 515） 直列4気筒 空冷エンジン、45 kW (60 hp). このモデルは全長が多少延長されており、注目すべきことに主翼と尾翼の先端が円かった。

## 要目
(Si.202A)
- 乗員：2名
- 全長：6.4 m (21 ft 9 in)
- 全幅：10.5 m (34 ft 5 in)
- 全高：1.85 m (6 ft 1 in)
- 翼面積：14.0 m2 (151 ft2)
- 空虚重量：300 kg (660 lb)
- 運用重量：520 kg (484 lb)
- エンジン：1 × サルムソン9Ad（Salmson 9Ad）9気筒 星型エンジン、34 kW (45 hp)
- 最大速度：155 km/h (96 mph)
- 巡航速度：140 km/h (87 mph)
- 巡航高度：4,300 m (14,100 ft)
- 航続距離：
- 上昇率 : 1000 m (3,28 ft) 2 m/s (386 ft/min)